# Agave thomasiae
Agave thomasiae är en sparrisväxtart som beskrevs av William Trelease. Agave thomasiae ingår i släktet Agave och familjen sparrisväxter.
Artens utbredningsområde är Guatemala. Inga underarter finns listade i Catalogue of Life.